# ملعب فرانسيس لي باسر
ملعب فرانسيس لي باسر هو ملعب كرة قدم يقع في فرنسا، يتسع لـ 18739 متفرج.

## التاريخ
افتتح الملعب في 1971. تم تجديده في 2002.